# Castelo Branco (Caicó)
Castelo Branco é um bairro localizado na Zona Leste do município de Caicó.

## História
O planejamento do bairro surgiu em 1974 durante o governo de Walfredo Gurgel, de acordo com uma política pública de habitação em âmbito federal. Em 1966, tiveram início os serviços de desmatamento e nivelamento do terreno. Dois anos mais tarde, começaram os trabalhos de construção, tendo sido inaugurado e parcialmente ocupado em 1972. O bairro, cujo nome homenageia o presidente Humberto de Alencar Castelo Branco, foi fundamental para a expansão da cidade, por atrair vários empreendimentos.

## Infraestrutura
O bairro é predominantemente residencial, mas se destaca por possuir um complexo chamado "Praça da Áustria", composto pela Aldeias Infantis SOS, Escola Municipal Hermann Gmeiner, e o prédio do antigo colégio Santo Estevão Diácono, trazidos ao Brasil pela instituição chamada "MIVA Austria" em parceria com a Igreja Católica. O bairro é sede da Paróquia de Santo Estevão Diácono e de um templo da igreja protestante Assembleia de Deus. Ainda possui um pequena atividade comercial, principalmente na rua Francisco Medeiros, e conta com algumas fábricas de bonés. O bairro ainda conta com a única sede da Delegacia Especializada de Apoio a Mulher do município.